# Академия российской словесности
Региональная общественная организация Акаде́мия росси́йской слове́сности (РОО АРС) — творческий союз российских литераторов и деятелей культуры, учреждённый в 1997 году Литературным институтом им. А. М. Горького, институтом русского языка им. А. С. Пушкина, Международным сообществом книголюбов. Президент — Беляев Юрий Антонович.

## История
Уставные цели АРС состоят «в защите русского литературного языка, в поддержке просветительских и нравственных тенденций в книгоиздании, в консолидации всех здоровых творческих сил и в укреплении общей духовности всего современного российского общества».
Критиками относится к организациям национал-патриотического направления (в отличие от либеральной Академии русской современной словесности).
- Почётный президент (с 2007) — патриарх Кирилл (ранее был Виктор Розов).
- Президент — Юрий Беляев.
- Вице-президенты: Александр Дегтярев, Виталий Костомаров, Анатолий Парпара, Леонид Ханбеков, Сергей Шувалов. Среди вице-президентов были также Сергей Есин, Александр Зиновьев, Пётр Проскурин.

АРС позиционирует себя как возрождение Российской Академии, основанной Екатериной II в 1783 г., схожие заявления делают также АРСС и АРСИИ им. Державина.

## Учреждённые награды
- Пушкинская медаль «Ревнителю просвещения».
- Золотая медаль Витте «За помыслы и деяния».
- Премия «Просветитель года».

## Видные академики и члены-корреспонденты
- Чингиз Айтматов
- Михаил Алексеев
- Василий Белов
- Юрий Бондарев
- Лариса Васильева
- Глеб Горбовский
- Николай Губенко
- Станислав Думин
- Сергей Есин
- Геннадий Зюганов
- Игорь Ильинский
- Александр Казанцев
- Анатолий Ким
- Патриарх Кирилл
- Юрий Кублановский
- Юрий Кузнецов
- Виктор Лихоносов
- Владимир Личутин
- Сергей Михалков
- Михаил Ненашев
- Владимир Осипов
- Митрополит Питирим
- Георгий Пряхин
- Валентин Распутин
- Анатолий Салуцкий
- Геннадий Селезнёв
- Юрий Соломин
- Ирина Токмакова